# セスジツユムシ
セスジツユムシ（背条露虫・背筋露虫、Ducetia japonica）は、バッタ目キリギリス科ツユムシ亜科の昆虫。ツユムシに似て背に縦筋の模様がある。

## 形態
体長（頭部より羽先まで）31-40mm前後。全身鮮やかな緑または淡褐色から褐色。ツユムシよりも幾分頑丈な体つきで、脚はやや太く、短い。特にメスで顕著。前羽は長く、ツユムシよりも厚みがあり、後ろ羽の飛びだし方は弱い。雌雄で体型・色彩が若干異なり、一見では別種のようである。オスは頭部、前胸に褐色に縁取りのある橙色の筋、羽には褐色の筋、メスでは頭頂から羽の先まで乳白色の筋がある。普通メスの方が羽は短いが、稀に長翅型が現れこの場合のみオスの体長を超える。複眼は黄色く、上4分の1ほどに黒い筋が横切るようにあり、そこから上の部分はやや濃い色をしていて、怒ったような顔に見える。産卵管は非常に短く腹部の半分ほどで、小鎌の刃のような形。

## 生態
本州（東北南部以南），四国，九州，対馬，南西諸島に分布。
平野部から低山帯の森林縁、及びその周辺の草むらに生息する。または人家付近の生け垣にもいることがある。主に蔓性植物、カナムグラ、カラスウリ、ヘクソカズラ、クズなどの群落に棲む。生け垣にいるのもこれら蔓植物に寄ってきている為である。食草はツユムシの中でも多岐にわたり、キク科、ヒユ科、マメ科、ウリ科、シソ科、クワ科、ナス科などである。花卉ではクレオメやオシロイバナをよく食べている。
ほぼ完全な夜行性で、昼間は葉の上で体の後半部を少し持ち上げ、触角と前足を前方に出し、中脚と後ろ足を少し開いて止まるという独特の姿勢で休息する。
ツユムシに比べ体付きが頑丈で、堅めの葉を喰うほか、熟しかけた果実なども食うことが出来るなど、ツユムシより食性の自由度は高く、適応力がある。また、脚や羽なども強く、藪の中で生活するのに適応している。主に草むらの表層で生活するツユムシの仲間ではやや特異である。このため飛翔力はやや他のツユムシに劣り、重々しく、ゆっくりと飛ぶ。メスでは特に飛翔力が劣り、数10センチ程度である。しかし稀に長翅型が現れ、オスと同等の飛翔力を持つ。オス及び長翅型のメスは良く明かりに来る。
オスは夜間「チ・チ・チ・…」という鳴きだしで始まる鳴き声を出す。次第にテンポが速まり最後に「ジュキージュキー」と数回繰り返し終わる独特の鳴き方をする。オスは2-3回鳴くと10-15メートルほど飛んで移動し、またそこで鳴くという習性がある。通常の鳴き方の他、「ジキキッ」と2回ほど繰り返してすぐ鳴きやむ鳴き方や、昼間、休息中に短い鳴き声を出すこともある。
メスは前羽にオスとは異なる仕組みの発音器を備えていて、オスの声に反応し「チ・チ…」と小さな声を出す。オスはメスに背中を向けながら交尾を促す。メスの尾端に精球が渡されると交尾は完了する。卵が成熟したメスは食草の茎などを囓り、産卵管を差し込んで卵を産み付ける。
卵は5-6月頃孵化し、6回の脱皮を経て7-8月頃成虫になる。
初齢幼虫は褐色で、脱皮を繰り返すうち緑色のものが出てくるようになる。